# Wilk (gastronomia)
Wilk (w przemyśle spożywczym) – maszyna służąca do rozdrabniania surowca, bardzo duża maszynka do mięsa. Mięso uzyskane podczas rozbioru rozdrabniane jest do dalszej produkcji.
Budowa ogólna:
- Zestaw tnący,
  - siatki ⌀ 3-50 mm,
  - szarpak,
  - noże,

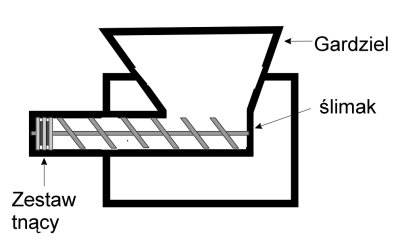
Budowa urządzenia

- gardziel z podajnikiem ślimakowym.

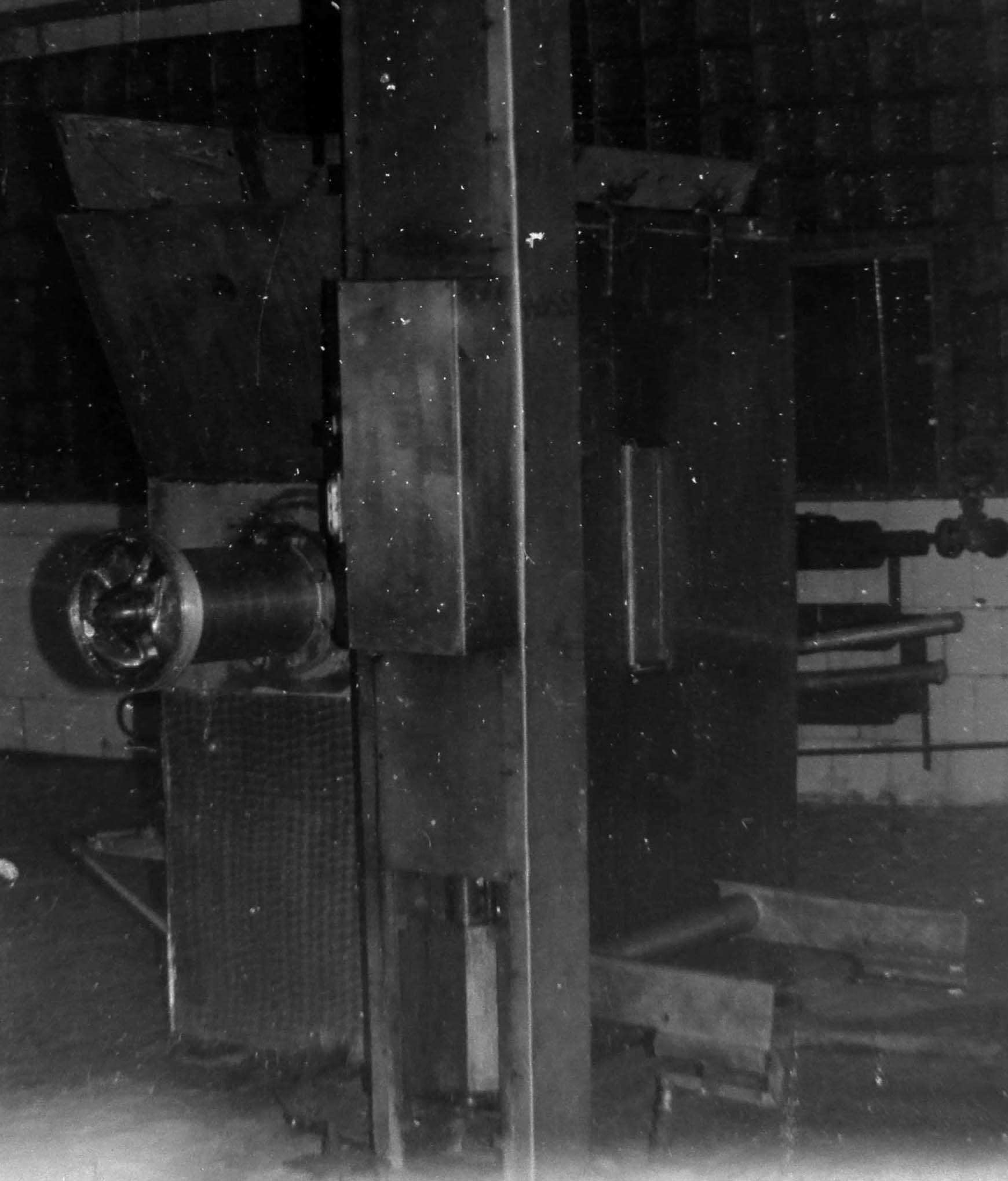
Wilk w ZM Dąbrowa Górnicza